# Heinrich Bruno Schindler
Heinrich Bruno Schindler (* 22. August 1797 in Lauban; † 27. Oktober 1859 in Greiffenberg) war ein deutscher Mediziner und Königlich Preußischer Sanitätsrat, der als Chirurg, Geburtshelfer und Augenarzt in Greiffenberg wirkte.

## Leben
Heinrich Bruno Schindler war der Sohn des Laubaner Mediziners Heinrich Traugott Schindler (1763–1841). Er studierte ab 1815 an der  Chirurgisch-medicinischen Akademie in Dresden und der Königlichen Universität zu Breslau Medizin und wurde 1819 in Breslau promoviert. Heinrich Bruno Schindler ließ sich in Greiffenberg als praktischer Arzt nieder, wirkte als Chirurg, Geburtshelfer und Augenarzt, war Präsident der Gesellschaft schlesischer Ärzte zur Förderung des Medizinalwesens und wurde zum Königlich Preußischen Sanitätsrat ernannt.
Er war Mitglied der medizinischen Gesellschaft in Leipzig und der Naturforschenden Gesellschaft in Görlitz. Am 1. November 1855 wurde er unter der Präsidentschaft von Christian Gottfried Daniel Nees von Esenbeck mit dem akademischen Beinamen Plotinus unter der Matrikel-Nr. 1748 als Mitglied in die Kaiserliche Leopoldino-Carolinische Akademie der Naturforscher aufgenommen.

## Schriften (Auswahl)
- Dissertatio inauguralis ophthalmiatrica de iritide chronica. Vratislaviae 1819 (Digitalisat)
- Commentatio ophthalmiatrica de iritide chronica ex ceratonyxide suborta. Vratislaviae 1819 (Digitalisat)
- Die idiopathische, chronische Schlafsucht. Beschrieben und durch Krankheitsfälle erläutert. Hirschberg 1829 (Digitalisat)
- Die Lehre von den unblutigen Operationen. Ahaematurgia. Erster Band, Otto Wigand, Leipzig 1844 (Digitalisat)
- Die Lehre von den unblutigen Operationen. Ahaematurgia. Zweiter Band, Otto Wigand, Leipzig 1844 (Digitalisat)
- Das magische Geistesleben. Ein Beitrag zur Psychologie. Korn, Breslau 1857 (Digitalisat)
- Der Aberglaube des Mittelalters. Ein Beitrag zur Culturgeschichte. Korn, Breslau 1858 (Digitalisat)